# Bolszewik (obraz Borisa Kustodijewa)
Bolszewik (ros. Большевик) – obraz olejny namalowany przez rosyjskiego malarza i grafika Borisa Kustodijewa w 1920 roku, znajdujący się w zbiorach Galerii Tretiakowskiej w Moskwie.

## Opis
Kustodijew przyjął z entuzjazmem rewolucję październikową i wynikłą z niej zmianę ustroju państwowego panującego w Rosji. Już w czasie rewolucji 1905 roku artysta wykonał serię obrazów ukazujących epizody z nią związane oraz rewolucjonistów, o wydźwięku zdecydowanie antyrządowym. Po zwycięstwie bolszewików ponownie namalował liczne płótna związane tematycznie z przemianami zachodzącymi w kraju.
Obraz Bolszewik przedstawia nadnaturalnych rozmiarów postać mężczyzny z brodą i wąsami, dzierżącego w rękach czerwony sztandar, ubranego w prostą kurtkę, szalik i czapkę. Czerwony sztandar, falując, rozrasta się do rozmiarów całego nieba. Wyraz twarzy mężczyzny jest pełen zdecydowania i determinacji. Kieruje się on w stronę przedstawionej na pierwszym planie cerkwi. Mężczyzna, uosabiający partię bolszewicką, wyrasta z tłumu zgromadzonego na ulicach rosyjskiego ośnieżonego miasta, zajmującego całą powierzchnię tych ulic. Bolszewicy zostają na obrazie poddani gloryfikacji – ich działalność wyrasta z woli ludu, cechuje ich odwaga, zdecydowanie, męstwo. Kolorystyka obrazu jest odrealniona – przeważają silne barwy (czerwień, żółć). W zamiarze malarza obraz miał stanowić jego artystyczną wypowiedź na tematy bieżące, wyraz poparcia dla rosyjskich komunistów. W kolejnych latach Kustodijew jeszcze kilkakrotnie powracał do podobnej tematyki.
Bolszewik jest uważany za jeden z klasycznych obrazów tworzącego się malarstwa radzieckiego (w dalszej perspektywie socrealizmu).